# マンハッタン・ウエスト
マンハッタン・ウエスト (Manhattan West) は、ニューヨーク市ウエストサイド・マンハッタンの都市再開発プロジェクトである。デベロッパーはen:Brookfield Propertiesである。このプロジェクトでは、総面積5,400,000-平方フート (500,000 m2)の土地に複合施設が建設されており、二棟の高層オフィスビル (371m & 303m) と、それより低層の二棟のマンション (214m)、および1.5エーカー (6,100 m2)の公共公園が含まれる。高層タワー群はウェストサイド車両基地の直上、9番街沿いに建設されている。これはハドソン・ヤード再開発地区の31-33丁目の敷地のすぐ隣である。

## 歴史

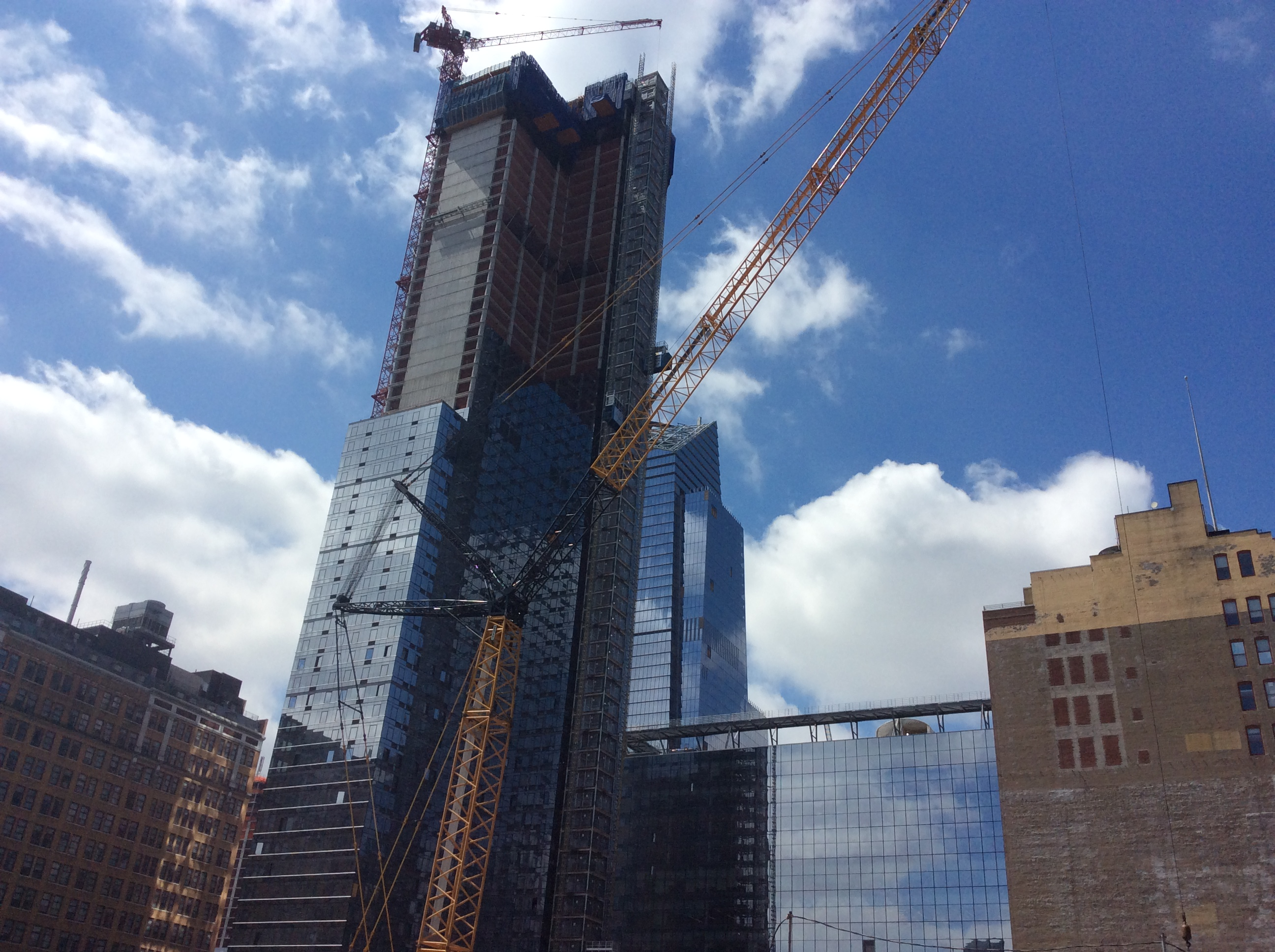
建設中のタワー・マンション、3 マンハッタン・ウエスト

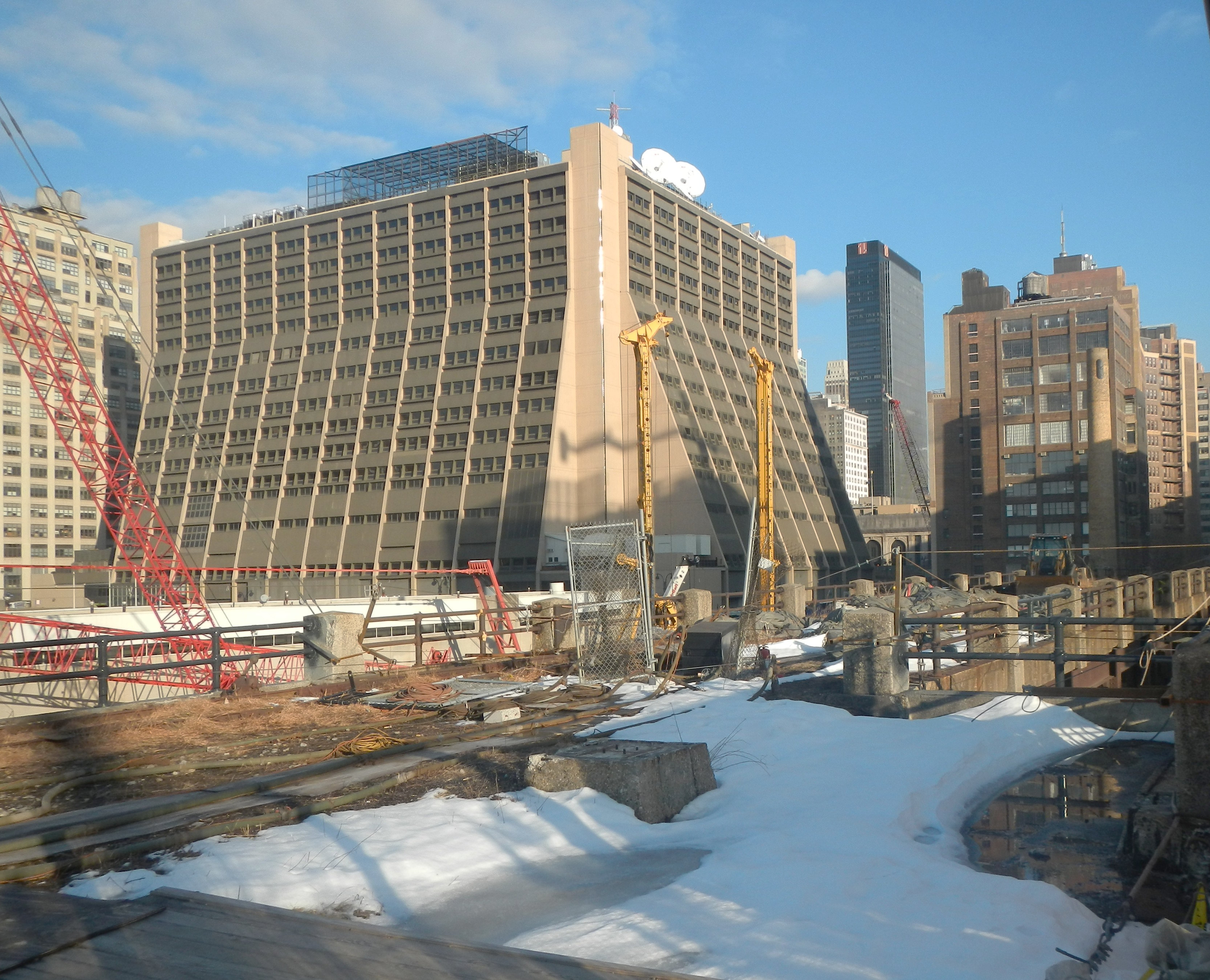
建設現場に建つ450 西33丁目

2013年1月に起工式が行われた。2014年5月21日現在、高層ビル群の建設はニューヨーク市の当局によって承認されている。2014年時点の計画では、完成は2020年とされている。2014年内に、10番街とダイアー・アベニュー (en) の間にあるロングアイランド鉄道の線路上にビル群の土台となるプラットフォームがUS$680,000,000かけて建設された。
2015年10月、カタール投資庁 (en) がこの開発の総費用の44%を投資した。2015年5月現在、建設は進行中である。

## 構成ビル群

### 1 マンハッタン・ウエスト
1 マンハッタン・ウエストは、全高370.6 m (1,216 ft)のオフィスビルで、2020年に竣工予定である。

### 2 マンハッタン・ウエスト
2 マンハッタン・ウエストは、全高303 m (994 ft)のオフィスビルで、2020年に竣工予定である。

### 3 マンハッタン・ウエスト
3 マンハッタン・ウエストは、401 西31丁目に建設中のタワー・マンションである。2014年12月に起工式が行われた。全高214 m (702 ft)の62階建てで、844ユニットの住戸が入ることになっている。2016年4月に完成時の高さに到達した。竣工は2017年の予定である。

### 5 マンハッタン・ウエスト
5 マンハッタン・ウエストは、450 西33丁目ビルの改修および改名によって建設されている。450 西33丁目は1969年に竣工した、16階建て、1,800,000平方フィート (170,000 m2)のビルで、AP通信のオフィスが入っていた。そのファサードは、コンクリートで覆われたブルータリズム様式であったが、ガラス張りのモダニズム様式に改修された。内装は2014年に改修された。2016年夏には全ての改修が完了し、5 マンハッタン・ウエストと改名されることになっている。

## テナント
法律事務所のen:Sadden, Arps, Slate, Meagher & Flomがマンハッタン・ウエストに拠点を移すことが決まっている。また、そのパートナーの法律事務所en:Fried Frankもマンハッタン・ウエストに事務所を移すことを検討している。